# Cleverman

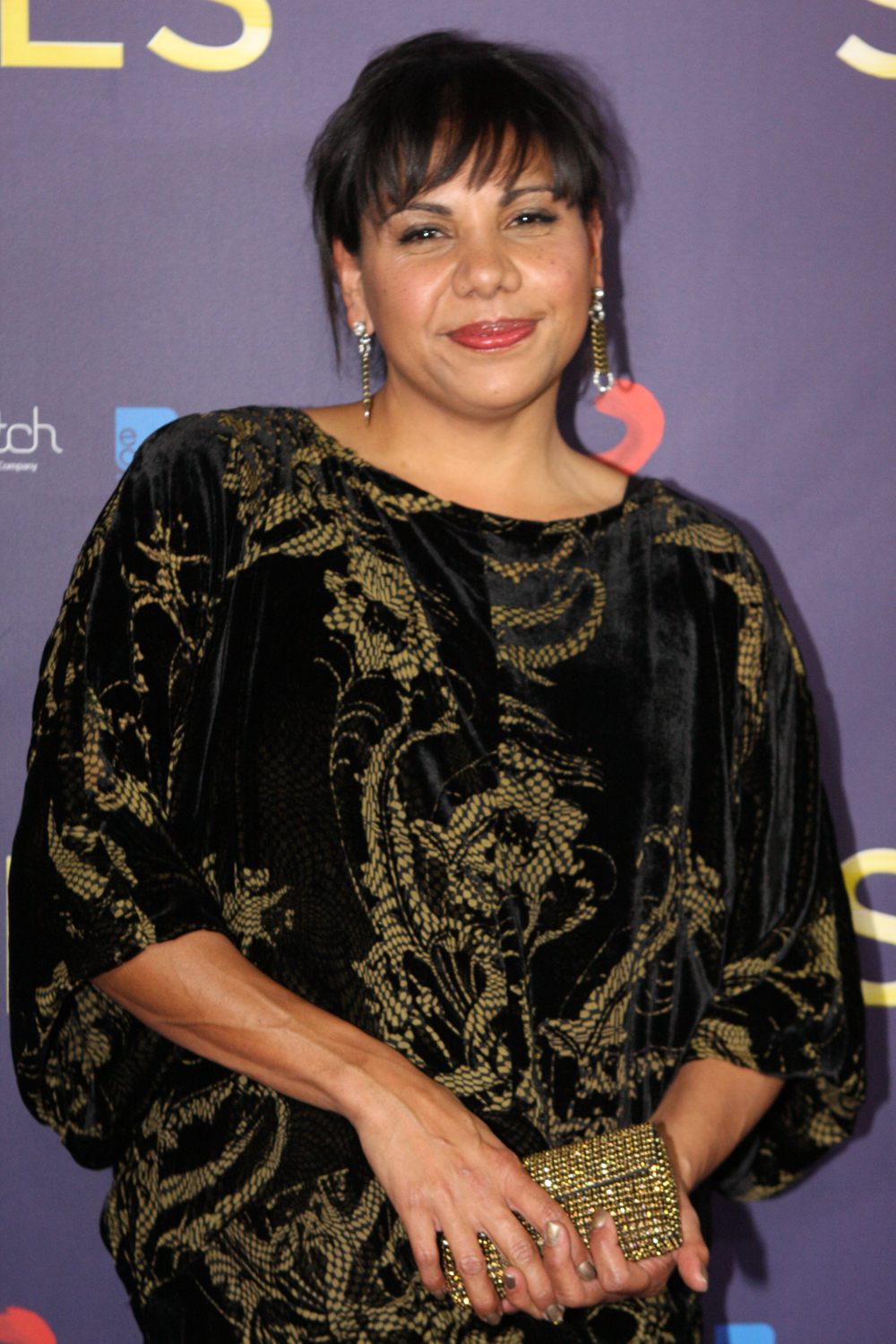
Deborah Mailman, l'attrice che interpreta Zia Linda, nel 2012

Cleverman è una serie televisiva australiana di genere drammatico basata sul progetto originale di Ryan Griffen. La serie è andata in onda per la prima volta il 1º giugno 2016 su SundanceTV negli Stati Uniti e il 2 giugno (Linea internazionale del cambio di data) su ABC in Australia.
La serie drammatica, formata da sei parti, riguarda diverse storie su il Tempo del Sogno aborigeno in un contesto moderno e riflette su argomenti quali il razzismo, la richiesta di asilo e la protezione dei confini. La storia centrale ruota intorno a due fratelli Gumbaynggirr separati costretti a combattere insieme per la propria sopravvivenza quando a uno dei due viene passata la carica di "Cleverman".

## Produzione
La serie è stata rinnovata per una seconda stagione il 2 giugno 2016, e ha ricevuto A$450,00 in fondi dalla Screen NSW.

## Cleverman
Il Cleverman (Sommo Saggio) è una figura importante in molte culture Aborigene Australiane. Il creatore della serie Ryan Griffen ha descritto il Cleverman "come il Papa del Tempo del Sogno ... il condotto tra il presente e il Sogno". La versione nella serie televisiva combina diverse tradizioni di Saggi da differenti clan Aborigeni per creare una figura eroica, con poteri relativi al connessione del Sogno con il passato, il presente ed il futuro.

## Ominidi
Gli Ominidi ("Hairypeople" o "Hairies") sono stati ideati da Jacob ("Jake") Nah, scenografo del Bangarra Dance Theatre, e realizzato dalla Weta Workshop, conosciuta per il loro lavoro in Il Signore degli Anelli e per altri film fantasy e di fantascienza. Gli Ominidi in Cleverman sono ispirati dalla mitologia Aborigena Australiana degli hairymen disegnati da molte persone aborigene, inclusi i Gamilaraay e le popolazioni Bundjalung del nord del Nuovo Galles del Sud. Nella serie, parlano Kumbainggar, una lingua proveniente dal nord del Nuovo Galles del Sud.
Nel mondo di Cleverman, gli Ominidi sono più forti e più resistenti degli umani, coperti in spessi capelli in faccia e corpo, ed hanno unghie dure e affilate. Hanno anche una durate di vita più lunga. Condividono alcune cose con gli Aborigeni Australiani, inclusa la conoscenza del territorio, della cultura e del Sogno. Il loro DNA è talmente differente da quello degli umani da essere considerati una specie diversa. Notati dalla società moderna sei mesi prima dell'inizio della serie, durante l'evento conosciuto come "Emergence Day". Coloro che hanno scelto di vivere le loro vite come sempre - coperti da capelli e parlando le loro lingue tradizionali -  sono confinati nella "Zona" da un governo terribile. Per scappare, alcuni Ominidi imparano a parlare inglese e a rimuovere i peli per mescolarsi nella società umana.

## Personaggi

### Principali
- Koen West interpretato da Hunter Page-Lochard, fratellastro di Waruu, proprietario di un pub chiamato "The Couch" insieme agli amici Blair ed Ash. Si è assicurato il suo lavoro portando alla CA Omidi come ricompensa per averli ingannati con un'installazione falsa per sorvegliare le case. Le sue azioni provocano inavvertitamente la morte di Jyra; una bambina ominide, causandogli vari dubbi su se stesso. Koen diventa titolare, ma inizialmente riluttante Saggio, dopo la morte dello zio Jimmy, il precedente Saggio. Koen acquisisce abilità come guarire le persone, l'occhio sinistro del Saggio, l'abilità di avere visioni toccando gli altri o tramite i sogni, insieme al Nulla Nulla. Ha una relazione tossica con il fratellastro Waruu, con il quale condivide lo stesso padre, ma madri diverse. Fu abusato da Waruu per gran parte della sua infanzia finché fuggito dalla Zona fu trovato da Blair e divennero amici. Ha una relazione segreta con la fidanzata di Blair, Ash, ciò causerà una rottura nella loro amicizia, quando McIntyre la ucciderà cercando di catturare Kora e Koen. Durante la serie inizia ad accettare gradualmente il suo ruolo di Saggio, trovando redenzione per le sue azioni precedenti - combattendo addirittura Waruu per provare il suo valore quando questo non lo accetta come Saggio. Koen ritorna nella Zone ed uccide il namorrodor, usurpando il posto di leader della comunità a Waruu.
- Waruu West interpretato da Rob Collins, fratellastro maggiore di Koen, attivista per la parità dei diritti tra umani ed ominidi, che spera di essere scelto come prossimo Cleverman. Sposato con Nerida e padre di Alinta; ha una relazione con Belinda Frosche. Vive nella Zona.
- Zia Linda interpretata da Deborah Mailman, madre scomparsa di Waruu e madre adottiva di Koen; morta di cancro ed è a conoscenza del Dreaming. Vive nella Zona.
- Jarrod Slade interpretato da Iain Glen,sposato con Charlotte ed uomo intraprendente i cui programmi includono gli Ominidi e Koen.
- Charlotte Cleary interpretata da Frances O'Connor, una dottoressa, sposata con Slade, ancora all'oscuro dei suoi piani. Una filantropa, gestisce una clinica gratuita nella Zona.
- Blair Finch interpretato da Ryan Corr, amico d'infanzia di Koen e fidanzato di Ash.
- Araluen interpretata da Tasma Walton, una ominide, amorevole moglie di Boondee e madre di Djukara, Latani e Jyra. Catturata e costretta a lavorare al bordello di Frankie, per servire Geoff Matthews.
- Boondee interpretato da Tony Briggs, un ominide, marito protettivo di Araluen e padre di Djukara, Latani e Jyra. Ancora detenuto nel contenimento.
- Ash Kerry interpretata da Stef Dawson, ragazza di Blair ha una relazione complicata con Koen.
- Nerida West interpretata da Jada Alberts, moglie di Waruu e madre di Alinta. Ha una forte relazione con Linda ed è a conoscenza del tradimento del marito. Vive nella Zona.
- Alinta West interpretata da Tamala Shelton, figlia di Waruu e Nerida. Un'alleata degli Ominidi e risentita delle relazioni adulterine sia di suo padre che di sua madre. Vive nella Zona.
- Latani interpretata da Rarriwuy Hick, una giovane ominide, figlia di Araluen e Boondee, sorella di Djukara e Jyra. L'unico membro della sua famiglia a non essere stata catturata, vive nella Zona e fa amicizia con Alinta.
- Djukara interpretato da Tysan Towney, un giovane ominide, figlio di Araluen e Boondee, fratello di Latani e Jyra. Molto impetuoso, vendicativo e facilmente influenzabile. Waruu e Harry lo liberano dall'Unità di Contenimento della CA e lo portano nella Zona con Mungo e Kulya.
- Geoff Matthews interpretato da Andrew McFarlane, il Ministro dell'Immigrazione e della Protezione dei Confini, contro gli Ominidi, anche se il suo vero obiettivo è quello di recuperare la Zona. Cliente del Frankie in cui viene regolarmente servito da Araluen.
- Steve McIntyre interpretato da Marcus Graham, capo della CA, una squadra di sicurezza privata che opera sotto l'autorità di Matthews ma al servizio di Slade.
- Marion Frith interpretata da Rachael Blake, una politica che sostituisce Matthews, e cerca di portare la CA sotto un controllo governativo più stretto.
- Jarli interpretato da Clarence Ryan, un guerriero ominide della tribù dei Bindawu. Estremamente antagonistico nei confronti degli uomini, o "pellebianca", e li uccide quando si presenta l'opportunità. Scettico nei confronti degli Ominidi che muoiono a causa delle sue azioni, impaziente con i più anziani, e cerca di provocare una guerra.
- Tim Dolan interpretato da Luke Ford, un ex agente di polizia costretto a lavorare nel settore privato per la sicurezza della CA, ma simpatizza con gli Ominidi. Spesso è in coppia con Hendricks.

### Ricorrenti
- Kora interpretata da Alexis Lane, uno spirito del Sogno mandata da Zio Jimmy prima della sua morte; ha bisogna di Koen rimandarla alla sua dimensione.
- Belinda Frosche interpretata da Leeanna Walsman, una giornalista di Channel 8; ha una relazione con Waruu.
- Zio Jimmy West interpretato da Jack Charles, il Cleverman originale che sceglie Koen come suo successore al posto di Waruu. Si stava alleando con Jarrod Slade prima che fosse ucciso da una creatura Dreaming chiamata "Namorrodor". Ritorna come spirito per aiutare ad addestrare Koen.
- Maliyan interpretato da Adam Briggs, un ominide violento che si scontra con Waruu. Un leader della comunità della Zona.
- Virgil interpretata da Lynette Curran, una donna solitaria ma piena di inventiva che aiuta Latani, costruendo le sue lenti a contatto umane.
- Jane O'Grady interpretata da Robyn Nevin, una presentatrice di un talk-show.
- Dickson interpretato da Josh McConville
- McIntyre 2IC interpretato da Mansoor Noor
- Frankie interpretata da Rhondda Findleton, una cattiva signora del bordello che acquista Araluen.
- Harry interpretato da Isaac Drandic, un Ominide e braccio destro di Waruu. Vive nella Zona.
- Rowena interpretata da Katie Wall, una drogata che lavora come assistente di Frankie.
- Lena interpretata da Miranda Tapsell, una ominide che viene attaccata da dei ragazzi su un autobus.
- Ludo interpretata da Rahel Romahn
- Taki interpretato da Sam Parsonson
- Jyra interpretata da Val Weldon, una ominide, figlia di Araluen e Boondee, sorella di Djukara e Latani. Viene uccisa in seguito alla cattura della sua famiglia; il suo spirito possiede un altro bambino ominide finché Koen non la libera, guadagnandosi il suo perdono.
- Dottoressa Everick interpretata da Aileen Huynh, una scienziata impiegata nella Slade, che fa sperimentazioni su Kora e sugli Ominidi.
- Eve interpretata da Nancy Denis, un'infermiera che lavora con Charlotte.
- Uncle Max interpretato da Trevor Jamieson, un anziano aborigeno che gestisce una palestra nella Zona,